# Filellum contortum
Filellum contortum is een hydroïdpoliep uit de familie Lafoeidae. De poliep komt uit het geslacht Filellum. Filellum contortum werd in 1905 voor het eerst wetenschappelijk beschreven door Nutting. 